# 1146
Cette page concerne l'année 1146  du calendrier julien.
L'année 1146 est une année commune qui commence un mardi.

## Événements
- Avril : les Almohades prennent Fès, puis passent en Espagne[1]. Les princes musulmans reconnaissent leur autorité.
- 13 juin : début du siège de Marrakech par les Almohades (fin le 23 mars 1147[2].
- 16 juin : prise de Tripoli par les troupes du roi normand de Sicile Roger II[3].

- 14 septembre : Zanki est assassiné dans la nuit par Yarankach, un de ses eunuques d’origine franque alors qu’il assiège le Qal’at Ja’bar. Son fils aîné Saif ad-Din Ghâzî devient atabek de Mossoul. Nur al-Din Mahmud devient atabek d’Alep avec le soutien du Kurde Shirkuh (fin en 1174)[4].

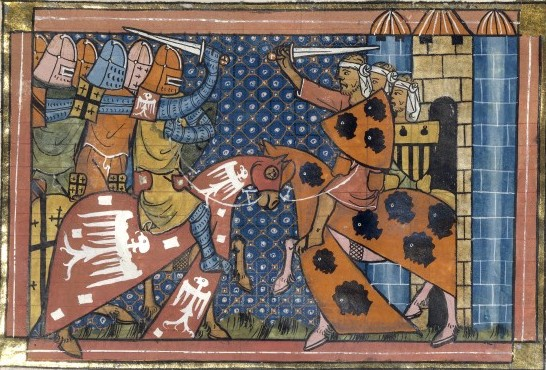
27 octobre : bataille d’Édesse.

- 27 octobre : Jocelin reprend Édesse avec l’aide de la population arménienne révoltée[4].
- 2 novembre : Nur ad-Din réagit vite et arrive devant Édesse avant que Jocelin n’ait pu organiser sa défense. Le comte s’enfuit et ses partisans, rattrapés, sont massacrés[4].

### Europe
- 5 février : victoire d'Alphonse VII de Castille sur les Maures dans la plaine de Chinchilla près d'Albacete[5]. Leur émir Sayf al-Dawla al-Mustansir est tué.

- 1er mars : le pape Eugène III publie une seconde version de la bulle de croisade Quantum praedecessore[6].
- 7 mars : l’abbaye de Fontfroide adopte la règle cistercienne[7].
- Après le 10 mars[8], le pape est chassé de Rome une seconde fois par le parti d’Arnaud de Brescia[9]. Il va errer en France, en Allemagne et en Italie.
- 15 mars : lettre du pape Eugène III ordonnant la séparation de l’évêché de Tournai de celui de Noyon, rédigée « au-delà du Tibre »[10].

- 31 mars : Bernard de Clairvaux prêche à Vézelay pour une deuxième croisade devant le roi de France et sa cour[6]. Louis VII se croise et décide d’emmener son épouse, Aliénor, en Orient.

- 21 avril : concile de Chartres assemblé à l’occasion de la croisade. Pierre le Vénérable est invité à y assister par Bernard de Clairvaux, mais il ne peut s'y rendre. Bernard refuse de prendre la tête de l’expédition[11].

- 18 mai : Alphonse VII de Castille entre dans Cordoue[12] et consacre de nouveau sa mosquée en cathédrale catholique par les mains de Raymond de Sauvetat, archevêque de Tolède. Mais le pouvoir musulman reprend la ville à la fin du même mois et reconvertit le monument en mosquée, jusqu'à la prise définitive de Cordoue, moins d'un siècle plus tard, le 28 juin 1236, par le roi de Castille Ferdinand III, qui fait aussitôt reconsacrer la mosquée en la cathédrale qui demeure jusqu'à nos jours[13],[14].

- « Été pourri », le premier d’une série assez longue dans la deuxième moitié du XIIe siècle[15].

- 13 août[16] : les Kiéviens rejettent Igor Olgovitch, frère de Vsevolod II pour désigner Iziaslav II, fils de Mstislav Ier, comme grand prince de Kiev (fin en 1154).
- 27 août : mort du roi de Danemark Érik Lam, peu après son abdication et sa retraite dans un couvent à Odense[17]. Trois prétendants au trône du Danemark se manifestent, Knut V (fin en 1157), Sven III et Valdemar Ier. Ils paraissent s’entendre et partagent un temps le pouvoir.

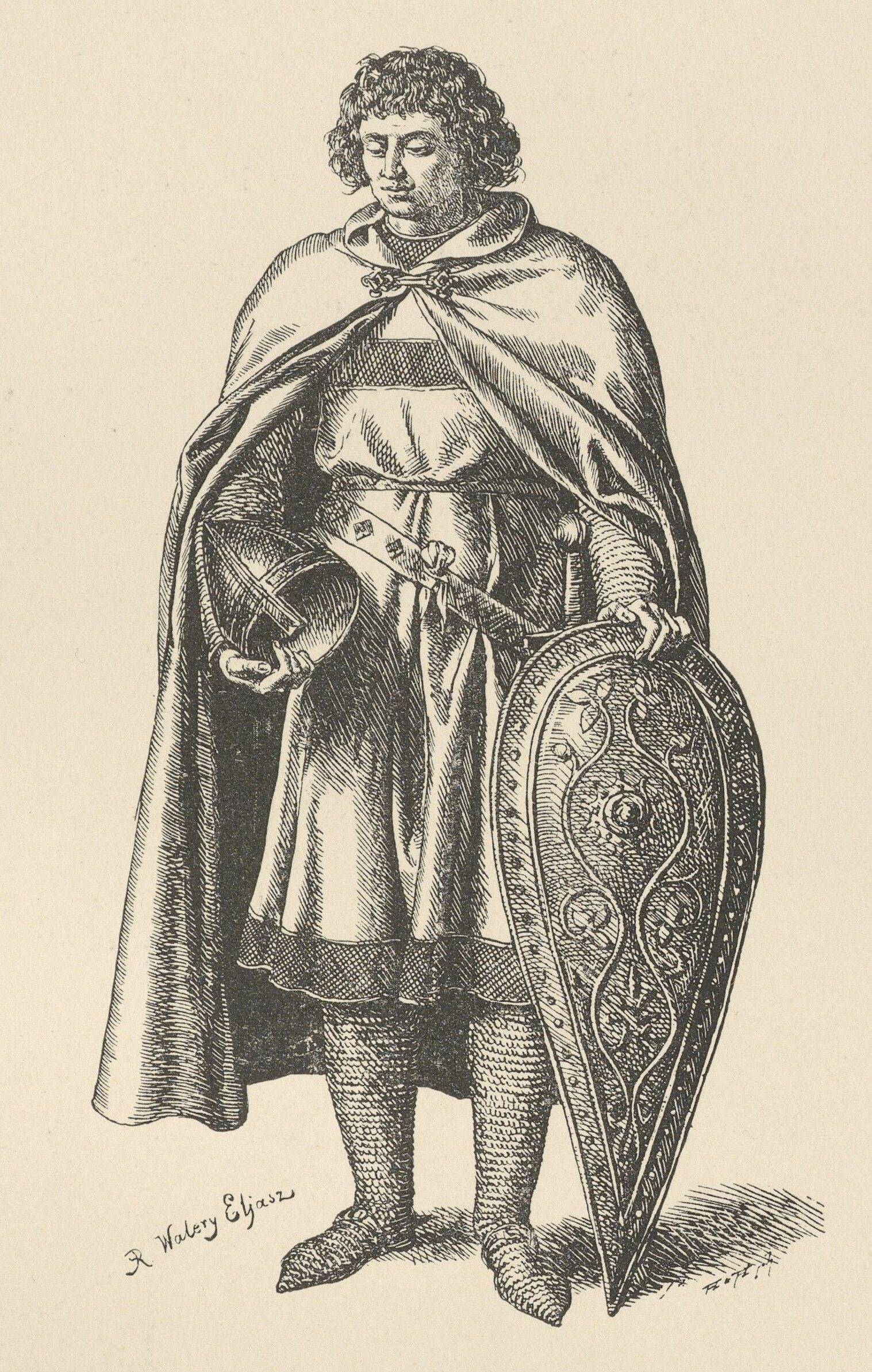
Boleslas IV le Frisé, Grand-duc de Pologne. Illustration de Walery Eljasz Radzikowski, 1893.

- Août : Conrad III attaque la Silésie pour rétablir son beau-frère Ladislas II le Banni mais il est arrêté sur l’Oder[18].
  - Ladislas II le Banni qui tente de s’emparer des apanages de ses frères puînés est déposé par une révolte de la noblesse et remplacé par Boleslas IV. Il se réfugie en Saxe, à la cour de Conrad III, qui échoue à le rétablir. Boleslas IV le Frisé, duc de Mazovie, se proclame lui-même Grand-duc de Pologne (fin en 1173). En 1157, il se heurte à Frédéric Barberousse qui lui impose sa vassalité[19].
- Août-septembre : un ancien moine de Clairvaux, Radulphe ou Raoul, prêche la croisade à Cologne, où le Juif Simon est tué et mutilé ; à Spire, une femme, qui cherchait à fuir la ville, est torturée. Après le 7 octobre, les Juifs de Cologne se réfugient dans la forteresse de Wolkenburg que l’archevêque Arnold leur a confiée, moyennant subsides. D’autres Juifs sont tués à Worms et Mayence[20].

- Octobre : Bernard de Clairvaux, prévenu par l’archevêque de Mayence arrive en Rhénanie pour mettre fin à l’activité antijuive du moine Raoul, et prêcher la deuxième croisade[6].
- 20 octobre : translation des reliques de saint Lazare dans la nouvelle cathédrale d’Autun[21].

- Novembre : Bernard de Clairvaux prêche la croisade à la diète de Francfort ; l’empereur Conrad III résiste, mais il obtient l’adhésion de plusieurs princes allemands, dont le duc Welf VI [6].
- 27 décembre : à Spire, Bernard de Clairvaux, par un sermon particulièrement audacieux, parvient à convaincre l’empereur Conrad III de se croiser avec ses principaux vassaux[22].

- Révolte à Tolède dirigée contre les Français et les juifs[23].
- Une flotte de la république de Gênes ravage Minorque et les environs d’Almería[24].